# Мойсеєнко Володимир Олександрович
Мойсеєнко Володимир Олександрович (*19 березня 1963, Глебичево, Ленінградська область, СРСР) — народний артист України (1998), український і російський артист естради. Відомий як учасник дуету під назвою «Кролики» з Володимиром Данильцем.

## Життєпис

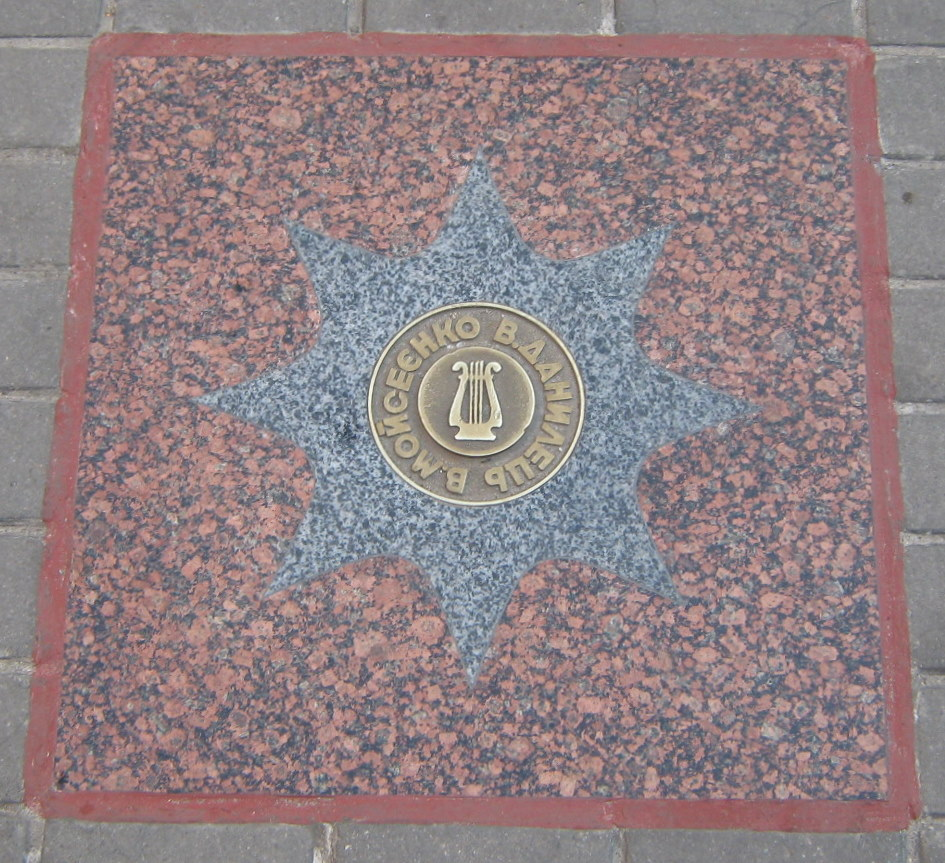
Зірка Мойсеєнка й Данильця на Алеї зірок у Києві

Володимир Мойсеєнко народився в сім'ї військового льотчика, коли йому було 8 місяців, сім'я переїхала до Києва. Після закінчення восьмого класу середньої школи № 65 вступив до Київського училища естрадно-циркового мистецтва, яке закінчив 1984 року. Працював у 1984-87 рр. — в «Укрконцерті» та «Київконцерті», з 1987 — в Маленькому гумористичному театрі.
Під час роботи в «Укрконцерті» в нескінченних гастрольних поїздках у складі концертних бригад на теренах СРСР склався дует Володимира Данильця та Володимира Мойсеєнка. 1987 року вони познайомилися з режисером-постановником УГКО «Укрконцерту» Євгеном Перебийносом. Цей рік стає роком створення творчого тандему, маленького гумористичного театру: Володимир Данилець — Володимир Мойсеєнко.
У 1991 році на телеекранах з'являється номер «Кролики прилетели», зйомки якого відбувалися у приміщенні ЦДКЖ (Москва). Як результат — велика популярність, всенародна любов і визнання. В складі дуету Володимир Мойсеєнко брав участь у зйомках багатьох телепередач («Новини Іа-Іа» (1+1), «Прокидайся і співай» (Інтер)) і давав численні концерти. Заслужений артист України (1996).
Кандидат у майстри спорту України з баскетболу, катається на лижах, пірнає з аквалангом.
Виступав у «Кривому Дзеркалі» з Данильцем.

## Скандали
Під час агресії РФ проти України Мойсеєнко разом зі своїм партнером по естрадному дуету Володимиром Данильцем беруть участь у публічних розважальних заходах в Росії та виступають на місцевому телебаченні.
На новорічному 2016 року «Параді зірок» на ТБ каналі «Росія» тріо у складі Володимира Мойсеєнко, Володимира Данильця та Наталі Корольової в образах стюардеси та пілотів виконало сатиричну пісню, що висміює заборону на польоти в Україну російських авіаперевізників, запроваджену Кабміном з 25 жовтня 2015 р. як санкційний захід проти держави-агресора. У пісні вони висловлюють побажання встановлення льотної погоди у головах.

## Критика
23 січня 2015 року в Трускавці активісти місцевих молодіжних організацій Трускавця, Дрогобича та Стебника зірвали концерт гурту «Кролики», в якому Мойсеєнко бере участь.
На початку 2016 р. на сайті електронних петицій до президента України з'явилися три петиції за позбавлення Володимира Мойсеєнка та його партнера по естрадному дуету Володимира Данильця звання «Народний артист України» через їхню участь у російських розважальних програмах поруч із росіянами, які відверто підтримують агресію Росії проти України. Це на додаток до іншої петиції, поданої у листопаді 2015 р.
Артист потрапив до бази Центру Миротворець у кінці 2019 року за свідому участь в інформаційно-пропагандистській провокації Росії у так зв. «Телемості між Росією і Україною „Треба поговорити“», організованому антиукраїнським пропагандистським каналом «Росія-1». На початку 2020 заявив, «якщо Крим наш, то чого ми не можемо там виступати?»